# 大西洋锯鳐属
大西洋锯鳐属（Atlanticopristis，意为“Atlantic saw”）是一属已经灭绝的硬尖犁头鳐类，生活在100.5到93.9百万年前的巴西东北地区。 科学家在Alcântara组中发现了来自于大西洋锯鳐属的14颗化石牙齿，并在2007年将其归为与之密切相关的帆锯鳐属的未定种。2008年，葡萄牙古生物学家Manuel Medeiros和Agostinha Pereira对其进行了重新描述，将其分类到包含一个物种Atlanticopristis equatorialis的新属。
它具有一个长长的吻部，侧面有齿状突起，但大西洋锯鳐属的牙齿两边都有倒钩。 大西洋锯鳐属生活在大型针叶林附近的咸淡水河口，与许多种类的硬骨鱼、软骨鱼和肉鳍鱼，以及一些鳄鱼和几种恐龙一起生活在同一时代和地点。 Alcântara组中的许多分类群也生存于摩洛哥的中白垩纪凯姆凯姆组，因为南美洲和非洲过去与冈瓦纳古陆相连接。

## 描述

大西洋锯鳐属与其他四种锯鳐的牙齿的对比(大西洋锯鳐属为蓝色)

大西洋锯鳐属的吻部上的牙齿在前后边缘处具有不同数量的倒钩。 它们都是横向压缩的，两侧都显示出从牙齿基部向外延伸的薄珐琅脊，形成扇形，一些牙齿的两侧也有沿其长度方向延伸的凹槽。 牙齿的花序梗（或基部）被扩大，并且被不规则的脊覆盖，底部通常是凹的，具有亚矩形或椭圆形形状。
样品的尺寸范围为11.5毫米（0.45英寸）至18.8毫米（0.74英寸）。 全型（CPHNAMA-VT 1174）长度为15毫米（0.59英寸），包括花序梗; 它本身宽6.3毫米（0.24英寸），长3毫米（0.11英寸）。 它的厚度为3毫米（0.11英寸）。 所有标本上的倒钩数量范围从前边缘的2到4个倒钩和后面的4到5个倒钩，一些标本如CPHNAMA-VT 1085具有残留凸起，可以被认为是额外的倒钩。

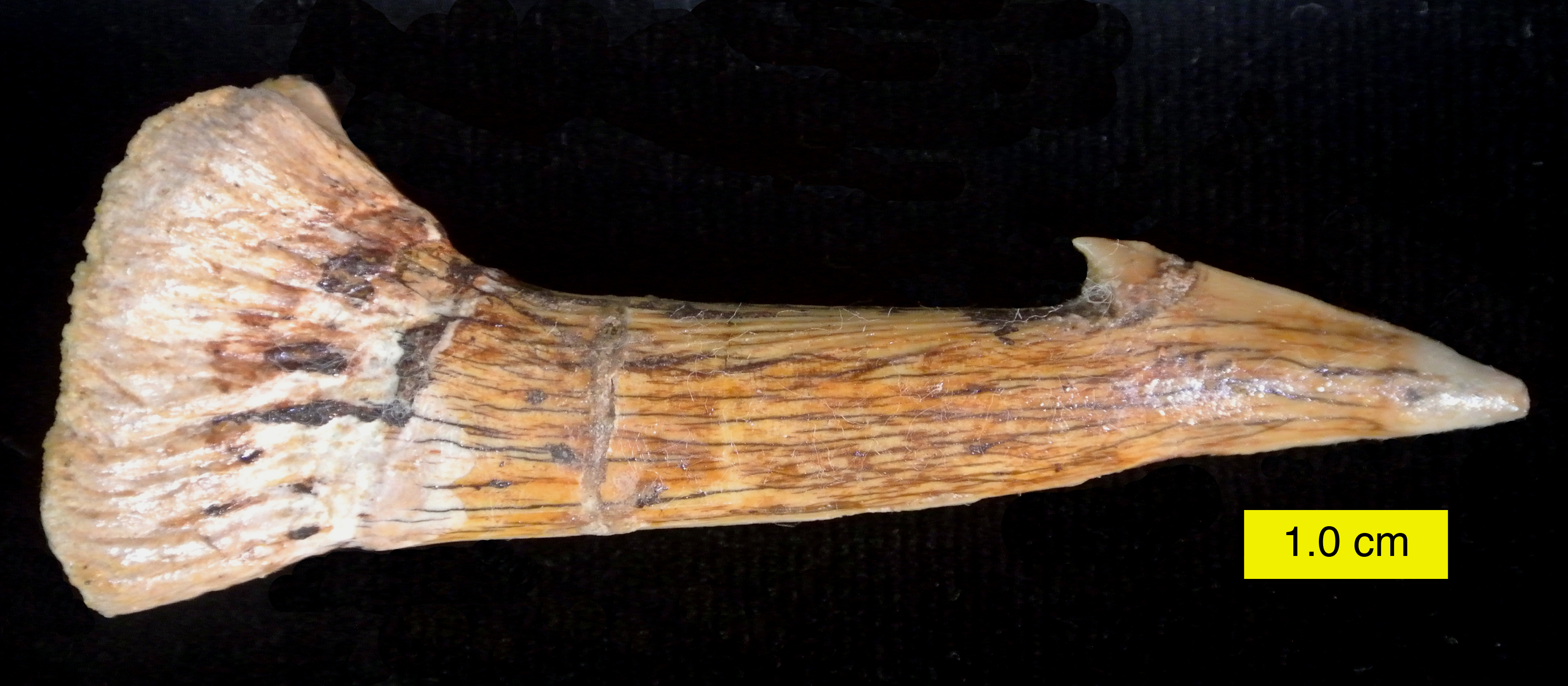
努米底亚帆锯鳐的牙齿，与大西洋锯鳐属有相同的珐琅罗纹

锯鳐演化出长长的吻部，两侧都有一排排牙齿，虽然这些刺不是真正的牙齿，而是高度特化的鱼鳞或真皮齿。这种适应可能与他们的摄食习惯有关，例如筛沙/泥寻找食物或砍伐猎物。 与现存的锯鲨一样，这些脊柱使用韧带连接到像大西洋锯鳐属这样的动物的吻部上，而现代的锯鳐则通过肺泡（牙槽）连接牙齿。 在硬尖犁头鳐亚目牙齿上可见的囊状体的纵向肋或脊将有助于这些韧带的附着。

## 发现与命名
在巴西东北部的马拉尼昂州Cajual岛的Itapecuru群的Alcântara地层发现了大西洋锯鳐属的化石。 该地层由白垩纪沉积物组成，在圣马科斯湾海岸线露头，记录了南美洲和非洲的分离，同时展示了大量大陆和海洋脊椎动物。来自Alcântara地层的化石高度多样化且数量丰富，但往往是零碎的。从FalésiadoSismito曝光中带回了来自大西洋锯鳐属的14颗牙齿。由于大部分骨骼是由软骨形成的，它们的骨骼不容易化石化，因此大多数残骸都是由它们的吻部和吻部齿状突起组成。大西洋锯鳐属的化石标本目前位于圣路易斯的Centro de PesquisadeHistóriaNaturale ArqueologiadoMaranhão（马拉尼昂考古与自然历史研究中心）。
正模标本的牙齿（CPHNAMA-VT 1174）被指定为最完整且保存完好的标本。此外，几个标本被指定为副型：CPHNAMA-VT 1086，单齿和最大标本; CPHNAMA-VT 1085，两颗完整的牙齿; CPHNAMA-VT 1088和CPHNAMA-VT 1173，两组四个不完整的牙齿，都缺少牙冠的尖端; 和CPHNAMA-VT 1173，两个部分标本与大部分冠。
葡萄牙古生物学家Manuel Medeiros和Agostinha Pereira在2008年描述了该标本。该属包含一个物种——Atlanticopristis equatorialis。 属名前半部分是指大西洋，其中Alcântara组的大部分沉积物都是沉积的，而“pristis”是希腊语中的“锯”，种名为“equatorialis”，因为发现地点非常靠近赤道。

## 分类

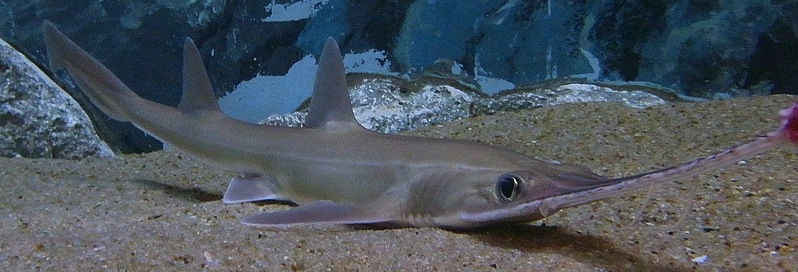
锯鲨目（如日本锯鲨）在牙齿排列上与中生代锯鳐类似，但它们不是近亲

大西洋锯鳐属属于硬尖犁头鳐科，该科历史可以追溯到白垩纪早期。2007年，Pereira和Medeiros根据花梗的形状、多个倒钩的存在以及珐琅罗纹，将大西洋锯鳐属的牙齿化石归为帆锯鳐属未定种。2008年，基于大西洋锯鳐属和帆锯鳐属之间缺乏中间形式，以及其区别于其他硬尖犁头鳐目的形态差异，牙齿被分配到新属。 Pereira和Medeiros还指出，大西洋锯鳐属与帆锯鳐属密切相关，“任何其他主观解释都可以将它们视为同义词”。 大西洋锯鳐属的牙齿倒钩数量比起努米底亚帆锯鳐(Onchopristis numidus)更接近于Onchopristis dumklei，因为努米底亚帆锯鳐的牙齿通常只有一个倒钩，而O. dunklei的牙齿倒钩总是不止一个。博罗季诺锯鳐属也有多倒钩牙齿，但在所有其他方面的差距都过于明显，无法认为它和大西洋锯鳐属有密切关系。
在牙齿两侧形成多个倒钩也是在现存的澳大利亚锯鲨中也可以看到的特征。一般来说，中生代锯鳐的锯齿比锯鳐更接近现代锯鲨，但它们与前者密切相关。这种相似性被认为是趋同进化的一种情况，不相关的生物进化出类似的特征。
大西洋锯鳐属和帆锯鳐属表现出与在玻利维亚被发现的Pucapristis Branisi相似的特征，如珐琅罗纹和后缘形成倒钩，然而，它们的花序梗差别很大。 1987年，法国古生物学家Henri Cappeta将硬尖犁头鳐科内的两个群体区分开来，帆锯鳐属与普卡锯鳐属被分开。

## 古生态学

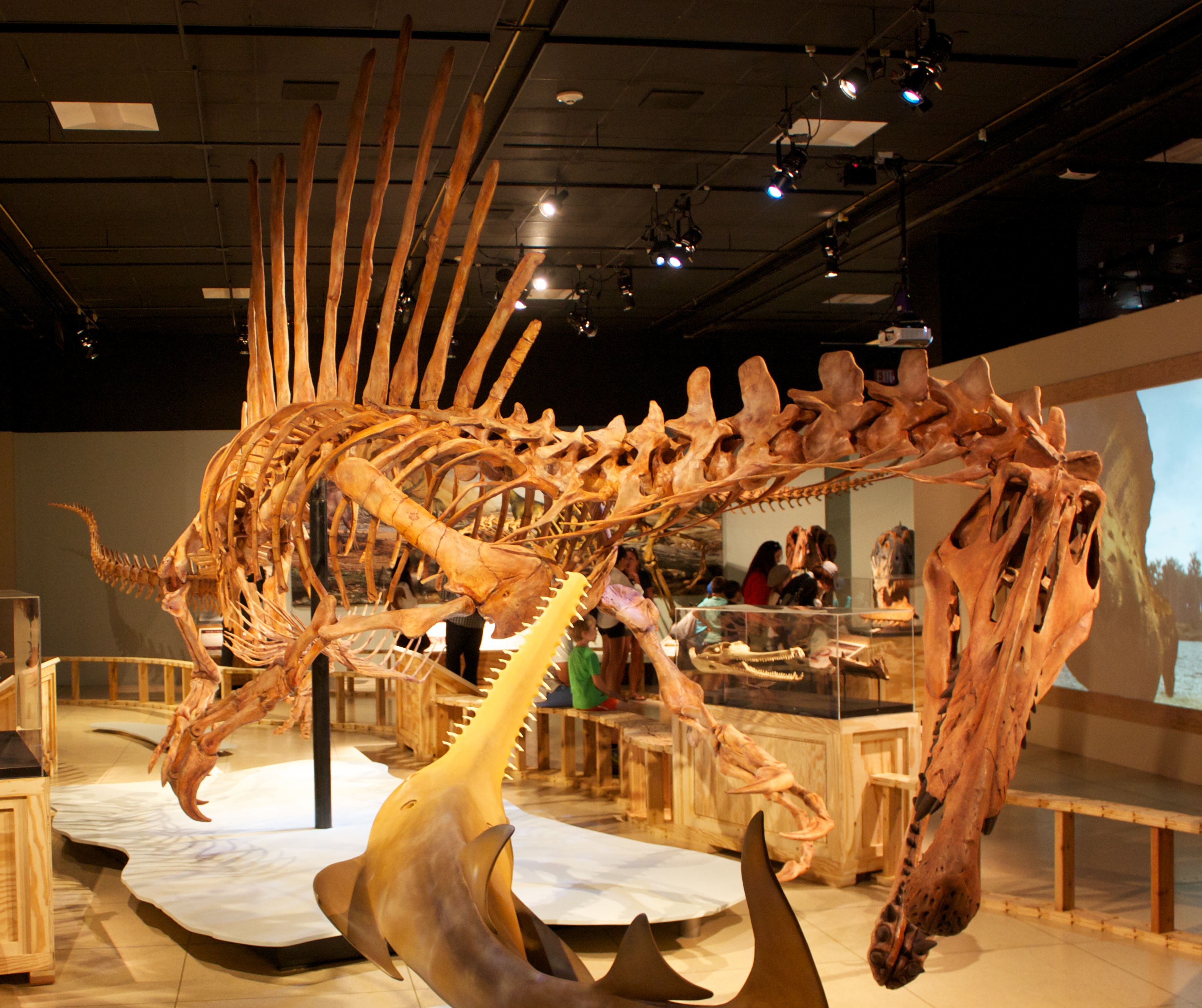
和帆锯鳐属（图中所示）一样，大西洋锯鳐属也曾与棘龙科共存

大西洋锯鳐属起源于Alcântara地层，该地层可追溯到白垩纪中期的森诺曼阶。像大多数锯鳐一样，它居住在淡水或淡水的河口环境中。大西洋锯鳐属可能来自南大西洋的浅海区域，并会定期进入河口水域。现在Laje do Coringa地区的地区将包括河流和泻湖的潮汐河口，此外还有针叶树、马尾和蕨类植物的大片森林。这种动物会与淡水鱼，海洋鱼和河口鱼共享它的栖息地，就像与其密切相关的努米底亚帆锯鳐一样，巨型莫森氏魚，一种大的腔棘鱼和Myliobatis属未定种，以及许多种类的辐鳍鱼和肺鱼。海洋无脊椎动物在该地区非常突出，如在矿床中发现的许多软体动物属所示。 大西洋锯鳐属遗骸也被发现与鳄鱼和恐龙等陆地动物有关，如棘龙科（一种类似鳄鱼的恐龙）、Oxalaia Quilombensis和棘龙属未定种。
巴西森诺曼阶的古生态情况非常类似于北非中白垩世，特别是Kem Kem和Bahariya地层，许多相同的生物群可以在北非和巴西东北部找到。 这是冈瓦纳分离的结果，冈瓦纳是一个由非洲和南美组成的超大陆，分离后，每个陆地上的分类群将继续分开演变，导致跨洋类群之间的小解剖学差异。